# Solidão (Pernambuco)
Solidão é um município brasileiro do estado de Pernambuco, localizado à latitude 07º36'01" sul e à longitude 37º39'07" oeste, com altitude de 586 metros. Sua população é de 5.405 habitantes (estimativa 2004), distribuídos em 130,74 km² de área.

## Geografia
- Altitudeː 586 metros

### Clima
- Tipo de clima: Semiárido [5]
- Precipitação pluviométrica: 820 mm/ano[5]